# Baccharis intermixta
Baccharis intermixta là một loài thực vật có hoa trong họ Cúc. Loài này được Gardner mô tả khoa học đầu tiên năm 1848.